# 建昌頜翼龍屬
建昌頜翼龍屬（屬名：Jianchangnathus）是翼龍目喙嘴翼龍科的一屬，生存於侏羅紀晚期的中國。
正模標本（編號IVPP V16866）是一個骨骼化石，發現於遼寧省西部建昌縣的玲瓏塔。該地屬於髫髻山組。在2010年，汪筱林、亞歷山大·克爾納（Alexander Kellner）等人將這些化石敘述、命名。模式種是強壯建昌頜翼龍（J. robustus），屬名意為「建昌縣的下頜」，種名在拉丁文意為「強壯的」。
建昌頜翼龍的自衍徵包含：下頜前緣有個突出、颧骨前方有大型突出、上頜下頜的前方有3對傾斜的長牙齒。建昌頜翼龍、掘頜龍有數個相同特徵：下頜前緣有個突出、下頜的顳顬孔（Temporal fenestrae）呈梨狀、上頜牙齒間的距離寬，每個齒間大約是3個牙齒寬。 
建昌頜翼龍被歸類於喙嘴翼龍科的掘頜龍亞科。